# Saint-Vincent-de-Pertignas
Saint-Vincent-de-Pertignas – miejscowość i gmina we Francji, w regionie Nowa Akwitania, w departamencie Żyronda.  Nazwa miejscowości pochodzi od imienia św. Wincentego.
Według danych na rok 1990 gminę zamieszkiwało 377 osób, a gęstość zaludnienia wynosiła 50 osób/km² (wśród 2290 gmin Akwitanii Saint-Vincent-de-Pertignas plasuje się na 812. miejscu pod względem liczby ludności, natomiast pod względem powierzchni na miejscu 1238.).